# Eleutherodactylus karlschmidti
Eleutherodactylus karlschmidti ist ein vermutlich ausgestorbener Froschlurch aus der Gattung der Antillen-Pfeiffrösche (Eleutherodactylus). Diese wurde traditionell zu den Südfröschen (Leptodactylidae i. w. S.) gestellt; neuere Systematikübersichten postulieren aber eine eigene Familie Eleutherodactylidae. Die Art war auf der Karibikinsel Puerto Rico endemisch. Das Artepitheton karlschmidti ehrt den US-amerikanischen Herpetologen Karl Patterson Schmidt.

## Merkmale
Eleutherodactylus karlschmidti war nach der Aga-Kröte der zweitgrößte Froschlurch auf Puerto Rico. Das größte gesammelte Exemplar hatte eine Kopf-Rumpf-Länge von 80 Millimetern. Gewöhnlich wurden die Männchen 50 Millimeter und die Weibchen 48 Millimeter lang. Der Rücken war schwarz oder grau mit einer gelblichen Sprenkelung oder Marmorierung. An den Seiten waren die gelben Flecken größer und intensiver. Zwischen den Augen lag ein schmaler, heller Streifen. Der violette Kehlsack (Schallblase) der Männchen war zweilappig. Der Bauch war gelblich-weiß mit einer grauen bis schwarzen Marmorierung. Die Zehenscheiben waren sehr groß. Eleutherodactylus karlschmidti war die einzige Art der Gattung Eleutherodactylus, bei der die Zehen vollständig durch Schwimmhäute verbunden waren.

## Verbreitung und Lebensraum
Das Verbreitungsgebiet von Eleutherodactylus karlschmidti erstreckte sich auf den Bosque Nacional El Yunque im Nordosten von Puerto Rico, auf den Bosque Estatal Carite in Zentral-Puerto-Rico und auf die Westküste zwischen Maricao und Mayaguez. Er bewohnte Bergbäche und felsige Sturzbäche in geschlossenen, halbtrockenen Wäldern in Höhenlagen zwischen 45 und 630 Metern.

## Lebensweise
Über die Lebensweise dieser Art ist nicht viel bekannt geworden. Die Nahrung bestand aus Spinnentieren, Tausendfüßern, Weichtieren, Krebstieren und Insekten, wobei vermutlich Zweiflügler (Diptera) bevorzugt wurden.
Die Männchen waren meist auf Felsblöcken am Ufer oder unter Wasserfällen zu beobachten, die Weibchen in hohlen Baumstämmen über Bächen. Der laute, knarrende Paarungsruf der Männchen bestand aus einer Reihe von acht Tönen, die Ähnlichkeiten mit Blöken oder Gebell aufwiesen. Er war hauptsächlich zwischen der Dämmerung und Mitternacht zu hören.
Der Laich wurde in Felsspalten oder auf dem nackten Granitfelsen abgelegt. Die Entwicklung fand nicht über ein Kaulquappen-Stadium statt, sondern direkt innerhalb der Eihülle. Es schlüpften also fertig entwickelte Jungfrösche aus den Eiern.

## Aussterben
Das Verschwinden von Eleutherodactylus karlschmidti ist vermutlich auf ein Zusammenwirken aus Klimaveränderung und der Pilzerkrankung Chytridiomykose zurückzuführen. 1976 wurde die Art zuletzt im Bosque Nacional El Yunque nachgewiesen; später wurde sie vergeblich nachgesucht. Offiziell wird die Art noch als "critically endangered" (vom Aussterben bedroht) geführt, es gilt aber als sehr wahrscheinlich, dass sie nicht mehr existiert.